# Jean-Baptiste Lafarge
Pour les articles homonymes, voir Lafarge.
Jean-Baptiste Lafarge, né le 27 juillet 1992 à Paris, est un acteur français.

## Biographie
Il commence le théâtre au lycée Molière sous la direction d'Yves Steinmetz.
Il poursuit sa formation au Studio-théâtre d'Asnières puis à la classe libre des Cours Florent avant d'être admis au Conservatoire national supérieur d'art dramatique (promotion 2015).
En 2011, il obtient son premier rôle au cinéma dans le film Les Yeux de sa mère de Thierry Klifa.
En 2014, il est l'un des acteurs principaux du film de Kim Chapiron La Crème de la crème, pour lequel il est prénominé aux Césars dans la catégorie meilleur espoir masculin et nommé aux Prix Lumières dans cette même catégorie.
Cette même année il joue aux côtés de Fanny Ardant et Nicolas Duvauchelle dans Des journées entières dans les arbres de Marguerite Duras au Théâtre de la Gaîté Montparnasse.
En 2017 il joue pour Yvan Attal dans son film Le Brio aux côtés de Camelia Jordana, ainsi que pour Trần Anh Hùng dans Éternité.
On le retrouve au théâtre aux côtés de Fanny Ardant et Pierre Rochefort en 2017 et 2018 dans la comédie Croque-monsieur.
Il est au casting du film interactif La République de Simon Bouisson, dans lequel il partage l'affiche avec Noémie Merlant et Lyna Khoudri et qui est présenté au Festival du film de Tribeca en 2021.
En 2025 il est l'un des rôles principaux du film De mauvaise foi avec Pascal Demolon, présenté au Festival de l'Alpe d'Huez.
En 2025 toujours, il sera également à l'affiche du film Gibier d'Abel Ferry avec Olivier Gourmet et Kim Higelin ainsi que de la prochaine série très attendue de Philippe Lacôte : Clash, également en rôle principal.

## Filmographie

### Cinéma
- 2011 : Les Yeux de sa mère de Thierry Klifa : Bruno Trémazan
- 2012 : JC comme Jésus Christ de Jonathan Zaccaï : Max
- 2014 : La Crème de la crème de Kim Chapiron : Louis
- 2015 : Éternité de Trần Anh Hùng : Jules à 20 ans
- 2017 : Le Brio d'Yvan Attal : Benjamin
- 2025 : Gibier d'Abel Ferry : JB
- 2025 : De mauvaise foi d'Albéric Saint-Martin : Arthur
- 2025 : La femme la plus riche du monde de Thierry Klifa

### Télévision
- 2019 : République de Simon Bouisson
- 2023 : Irrésistible d'Antony Cordier et Laure de Butler : Samuel
- 2025 : Clash de Philippe Lacôte : Thibaud Danville

### Clip
- 2015 : Onassis de AaRON

## Théâtre
- 2014 : Des journées entières dans les arbres de Marguerite Duras, mise en scène Thierry Klifa, Gaité Montparnasse
- 2017 : Croque-monsieur de Marcel Mithois, mise en scène Thierry Klifa, Théâtre de la Michodière
- 2023 : Sur les bancs de Hannah Levin, mise en scène Hannah Levin, Théâtre Bobino